# Не входь, уб'є!
«Не входь, уб'є!» («Girişmə, Öldürər») — радянський художній фільм 1991 року, знятий режисером Джахангіром Мехдієвим на кіностудії «Азербайджанфільм».

## Сюжет
Герої фільму — четверо друзів вирушають у морську подорож кораблем «Азербайджан», щоб відпочити. Вони відступають у кут корабля і починають карткову гру «Шимшіма». Але вони не можуть закінчити гру. Тому що друзі стають учасниками неймовірних подій, повних пригод. Ці події становлять основний сюжет фільму.

## У ролях
- Гасанага Турабов — Гасан
- Расім Балаєв — капітан Расім
- Сіявуш Аслан — Сіявуш
- Мірза Бабаєв — генерал
- Аждар Гамідов — Аждар
- Ровшан Ісах — Грего
- Талят Рахманов — Талят
- Земфіра Наріманова — Земфіра
- Лятіфа Алієва — ворожка
- Салех Садихов — пасажир
- Нізамі Мірсалаєв — водій
- Нізамі Ісмаїлов — помічник капітана
- Мамука Кікалейшвілі — пасажир
- Алі Мамедов — епізод

## Знімальна група
- Режисер — Джахангір Мехдієв
- Сценаристи — Павло Которобай, Раміз Фаталієв, Раміз Ровшан
- Оператор — Ісрафіл Агаєв
- Композитор — Джаваншир Кулієв
- Художник — Дмитро Алексєєв